# 긴키 대학 축구부
긴키 대학 축구부(일본어: 近畿大学サッカー部)는 일본 오사카부 히가시오사카시에 위치한 긴키 대학의 축구부이다.

## 역사
1972년에 창단된 후 간사이 학생 축구 리그 1부에서 1999년 가을 리그와 2006년 춘계 리그에서 우승을 기록했다.